# Atlantic Container Line

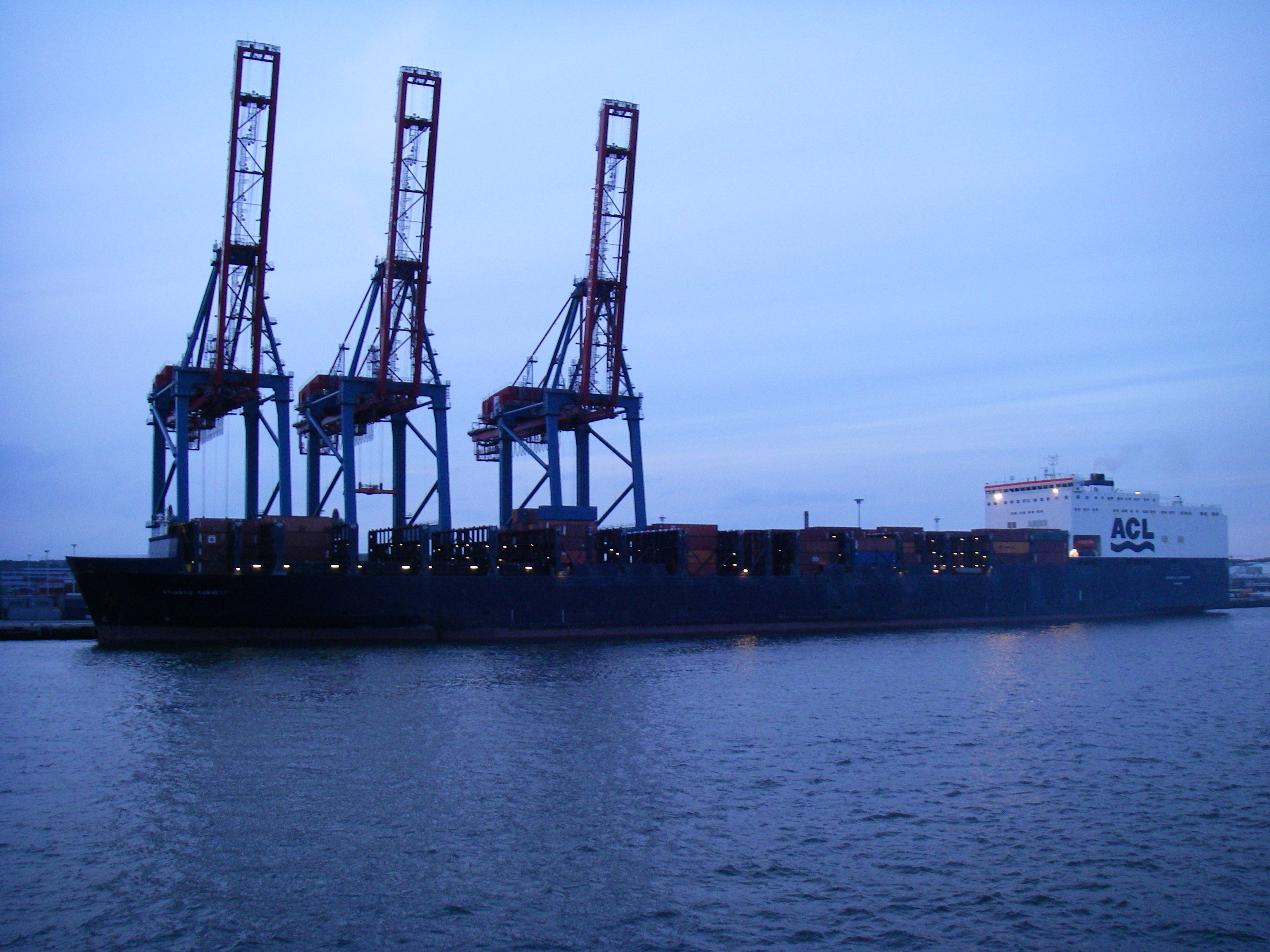
Atlantic Conveyor i Göteborgs hamn

Atlantic Container Line Sweden (ACL) är ett multinationellt rederi som idag ägs av the Grimaldi Group.  ACL bildades 1967 som ett samriskföretag mellan tre svenska rederier: Transatlantic, Broström och Walleniusrederierna. ACL bolagiserades 1989 och börsintroducerades i Oslo 1994. Det svenska huvudkontoret finns i Göteborgs hamn och styr direkt den nordiska avdelningen. Företaget transporterar containrar, fordon och större speciallaster i första hand mellan Nord- och Sydeuropa och till och från Nordamerika.